# Horia (Tulcea)
Pour les articles homonymes, voir Horia.
Horia est une commune en Tulcea, Dobroudja, Roumanie. Elle est composée de trois villages :
- Cloşca (anciennement connu comme Dautcea),
- Floreşti (jadis appelé Islam Geaferca),
- Horia (qui a porté le nom d'Ortachioi pendant le XIXe siècle et, entre 1924 et 1947 le nom Regina Maria, du nom de Marie, la reine de la Roumanie).